# Zakurzewo
Zakurzewo – wieś w Polsce położona w województwie kujawsko-pomorskim, w powiecie grudziądzkim, w gminie Grudziądz.

## Podział administracyjny
W latach 1975–1998 miejscowość administracyjnie należała do województwa toruńskiego.

## Demografia
Według Narodowego Spisu Powszechnego (III 2011 r.) wieś liczyła 231 mieszkańców. Jest siedemnastą co do wielkości miejscowością gminy Grudziądz.

## Historia
Miejscowość ta lokowana w 1323 roku przez komtura grudziądzkiego Zygharda von Schwarzburga, położona jest przy ujściu Osy do Wisły, u podnóża tzw. Łosiowych Gór. We wsi znajdują się dwie mennonickie chaty drewniane z 1858 roku i zdewastowany cmentarz.

## Komunikacja publiczna
Komunikację do wsi zapewniają linie autobusowe Gminnej Komunikacji Publicznej.